# Lakka
Lakka è un sistema operativo Linux basato su RetroArch, pensato per essere utilizzato su piattaforme hardware per il retrogaming.

## Storia
Il termine lakka, in finlandese, significa camemoro. Questo perché, in origine, il sistema funzionava solo su Raspberry Pi, che porta il nome del lampone, e gli sviluppatori stavano cercando un nome che fosse quello di una bacca.; il logo, rappresenta proprio l'immagine di un camemoro.

## Caratteristiche tecniche
Può essere eseguito su diversi dispositivi tra cui Raspberry Pi, Banana Pi, Orange Pi, Cubieboard, CuBox-i, Odroid, ed è in generale ottimizzato per essere eseguito su PC e dispositivi ARM poco potenti.
Presenta una struttura modulare in cui vengono implementati le componenti di libretro e gli emulatori - detti core - mentre RetroArch si occupa del sistema degli input ed output. L'interfaccia grafica utilizzata è la XrossMediaBar (XMB). Il sistema operativo è dotato di driver opengl e vulkan, riconoscimento automatico del gamepad,  supporto multigiocatore (fino a 5 giocatori), funzione di rewind, shaders, netplay.
Sebbene il sistema non disponga di un file manager, i file ROM possono essere utilizzati sia sullo stesso supporto di installazione, che su una memoria di massa esterna, come una penna USB. Lakka utilizza il sistema delle playlist ove vengono raccolti i giochi da essa riconosciuti una volta che sia stata effettuata la scansione dei citati files. Dette liste vengono generate automaticamente per quelle piattaforme supportate dal progetto No intro, la cui versione aggiornata è presente in ogni release del sistema operativo tramite compilazione manuale anche senza necessariamente aggiornare Lakka. Per gli altri sistemi è possibile creare liste manualmente, seguendo le istruzioni riportate sulla documentazione presso il sito web ufficiale oppure eseguendo una scansione manuale.

## Sistemi emulati
Lakka prevede l'emulazione diverse piattaforme di gioco, tra cui:
- 3DO
- Amiga
- Atari 2600
- Atari 7800
- Commodore 64
- Nintendo 64
- Nintendo Entertainment System
- Nintendo Game Boy
- Nintendo Game Boy Color
- Nintendo Game Boy Advance
- Nintendo DS
- PC Engine
- PlayStation
- PlayStation Portable
- Sega Game Gear
- Sega Master System
- Sega Mega Drive
- Super Nintendo Entertainment System
- Vectrex